# Solaratlas
Ein Solaratlas, auch Solarkataster genannt, ist eine auf Karten oder Luftbildern auf der Grundlage georeferenzierter Daten basierende Darstellung der für die Nutzung von Sonnenenergie, sowohl Solarthermie als auch Photovoltaik, geeigneten Flächen.
Ein Solarkataster ist in der Regel öffentlich im Internet verfügbar. Meist werden Gebäude- bzw. Dachflächen bewertet in Abhängigkeit von Ausrichtung, Neigung. Solaratlanten werden von Kommunen, Energieunternehmen oder Bundesländern eingeführt mit der Zielsetzung, Hauseigentümer darüber zu informieren, ob oder dass ihr Gebäude für eine Nutzung wirtschaftlich geeignet ist. Der erste Solaratlas in Deutschland entstand in Osnabrück.